# Magyar népi hangszerek
Magyar népi hangszerek alatt a magyar népzenében meggyökeresedett, hagyományosan használt hangszereket értjük.
A magyar népzene hangszerei nagy változatosságot mutatnak a hétköznapi használati tárgyakkal kezdve – mint a kanna vagy egy pár kanál – az önellátás keretében házilag készített hangszereken keresztül – például a tilinkó, ütőgardon – a nemzetközileg ismert gyári hangszerekig, mint amilyen a hegedű vagy a klarinét.

## Idiofon hangszerek

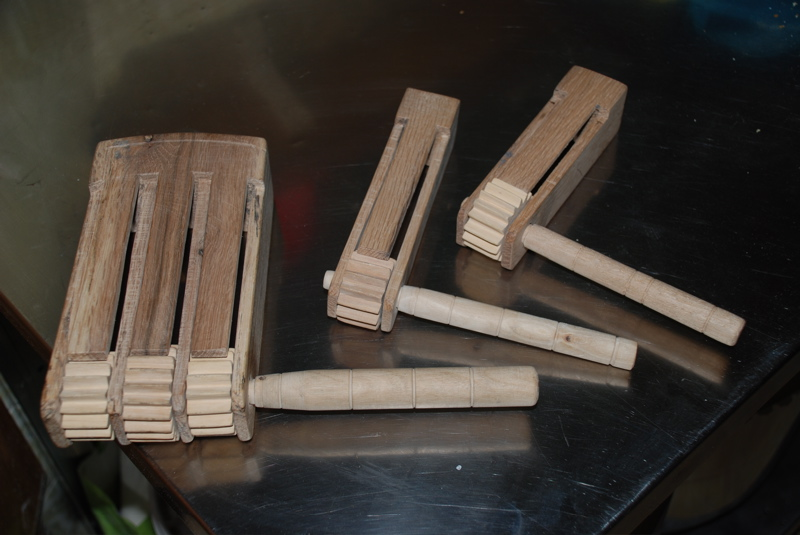
Bordás kereplők

Használati tárgyakAsztal, szék, szekrény felületén dörzsöléssel, ütéssel, pattintással lehet ritmusokat játszani. A felfordított mosdótál is alkalmas e célra, de edények zörgetésével is lehet hangot kiadni. A kanna szájának és fémfelületének ütögetésével két eltérő dobszerű hangot lehet kelteni, ez cigányok kedvelt hangszere énekeik, táncaik kíséretére. A felfordított fateknőt – hamuval behintett hátát bot végével dörzsölve – különösen a teknővájó cigányok használják zenéjükben. A kanalazással való ritmuskíséret szintén elsősorban cigányokra jellemző, két egymásnak háttal fordított, nyelüknél marokra fogott kanállal sokféle módon lehet ritmusokat kijátszani. A sarkantyú pengése bizonyos táncokban a  ritmusát emeli ki.
DeszkadobKét ponton zsineggel faágra akasztott deszkadarab, amit kis fakalapáccsal ütnek. Madarak elriasztására, jeladásra, egyszerű üzenetek közvetítésére használták.
Kalapácsos kereplőA deszkadobhoz hasonló elven működő hangszerszám. Közepénél nyélre erősített arasznyi hosszú deszkadarab, amire szabadon ide-oda kalimpáló fakalapácsok vannak felszerelve. Előre-hátra lendítve lehet vele hangot kiadni.
Bordás kereplő, kerepélő, kerepelő, kereplyő, kereplye, kerepü, kerep, kelepNyélre szerelt, fogaskerékszerűen bordázott vagy bütykös fahenger egy körülötte elforgatható, egy vagy több rugalmas fanyelvvel ellátott keretre illeszkedik. A nyelv a fahenger forgásakor a fogazaton folyamatosan az egyik fogról a másikra csapódik. A nagyobb, szekrényes kereplő fanyelvei kalapácsszerűek, egy hangszekrény lapjára csapódnak.
Facimbalom, szalmahegedű, szalmamuzsikaOlyan xilofon, melynek hangzó rúdjai a cimbalom húrkiosztásának megfelelően vannak elrendezve. A spárgákra fűzött rudak a kisebb csillapítás érdekében szalmakötegen fekszenek. Bunkós végű faverőkkel ütik meg.
Doromb, dorombér, dorong, dongóEgyszerre tekinthető idiofon és aerofon hangszernek. A hangot egy fémkeretre szerelt megpendített ruganyos acélnyelv adja ki, ugyanakkor a hangok előállításában fontos szerepe van a szájüregnek és a levegő fúvásának. Egy burdonszerű alaphangot és az arra épülő természetes felhangsort lehet rajta kijátszani.
Láncos bot, csörgős botHajdani pásztoreszközből lett ritmushangszer. Pásztorbot, melynek oldalán láncdarabok, fémkarikák, esetleg pergők, csengők fityegnek.
Csengő, csengettyűRézötvözetből öntött kis harangszerű hangkeltő eszköz, főleg lóra kötik. A pergő gömb alakú, alsó felén vékony hasítékkal. Kis vasmag mozog benne szabadon, az szólaltatja meg. A pergőt csikó, bárány, borjú, terelőkutya nyakára kötik.
Kolomp, harang, gulyaharang, pergő, külüMérettől, vidéktől függően sokféle elnevezése van. Feladata, hogy a pásztornak jelezze az állatok helyét, de vezérkolomp szavához igazodnak maguk az állatok is. A kolomposmester vaslemezből készíti hajlítással, szegecseléssel, forrasztással, majd oldalának finom kalapálásával, behorpasztásával hangolja be. A kolomp nyelve a fül egyik szárának belső meghosszabbításához csatlakozik. A kolomp fontos tartozéka a szíj, amivel az állat nyakára kötik, ezt gyakran sallanggal díszítik, míves csattal látják el. A pásztor úgy állítja össze a kolompkészséget, hogy a kolompok egymással harmóniában szóljanak.

## Membranofon hangszerek
Köcsögduda, szötyök, höppögő, köpü, huhogó, döfűCserépfazék, melyet kifeszített disznóhólyag membránnal fednek be, annak közepére vesszőt vagy nádszálat erősítenek. A nedves kezet vagy posztódarabot húzogatva a vesszőn határozatlan hangmagasságú, morgó hangot ad. Ritmikus dallamkíséretre használható.
BikaA moldvai csángóknál használatos dörzshangszer. Egy dézsaszerű, feneketlen edényre szőrtelenített juhbőrt feszítenek, amelybe lószőrt fűznek. Ezt a lószőrt húzogatva a hangszer bikát utánzó, mély, bőgő hangot ad.
Nádmirliton, nádduda, nádi dudaMindkét végén nyitott, száraz nádcső egyik oldalán egy darabon eltávolítják a nádfal szilárd részét, vigyázva, hogy az alatta levő vékony hártya megmaradjon. A cső végébe dúdolva a hártya rezgésbe jön, színezi, torzítja a hangot.
TökmirlitonTölcsérformájúra vágott, kitisztított lopótök. Elvékonyodó vége felé oldalnyílás van, a hangszert oldalirányban tartva ebbe dúdolnak bele, a cső végére kötött disznóhólyagból készült membrán zizegteti meg a hangot. Elsősorban gyerekjáték.

## Kordofon hangszerek

### Pengetve, ütve megszólaltatott hangszerek
CiteraA szó hangszertani értelmében is a citerák, lapciterák közé tartozik. Legtöbbször négy, néha több dallamhúrja bundozott fogólap fölött fut. Tíz, tizenöt vagy még több kísérő húrja is van. Pengetővel szólaltatják meg. Legfontosabb típusai a vályúcitera, a kisfejes citera és a hasas citera.
CimbalomKét verővel ütve megszólaltatott húros hangszer, a citerafélék családjába tartozik. Vízszintes helyzetű, trapéz formájú, dobozszerű hangszerteste van, melyen teljes szélességben diatonikus vagy kromatikus hangolású húrok sorakoznak. Régi, népi változata a kiscimbalom, ennek továbbfejlesztett változata a nagyobb, hangtompító pedállal ellátott, lábakon álló pedálcimbalom. Elsősorban cigányzenekarok fontos tagja, de népi hangszerként is ismert
Tambura, prímtamburaA hosszúnyakú lantok családjába tartozó pengetős hangszer. Régebben négyhúros volt, újabban öt húrja van, pengetővel játszanak rajta. Teste a nyakkal és a fejjel együtt egy darab fából van kifaragva. Fogólapjának bundozása lehet diatonikus, duplakótás vagy kromatikus. A 19. században hangszercsaláddá bővült: „kontra”, „brács” és „basszprím” változataival együtt tamburazenekart alkot.
KobozFél körtére emlékeztető lantszerű pengetős hangszer. Négy pár húrja van, tollal pengetik, fogólapja bundozatlan. Dallamjátékra nemigen alkalmas, inkább ritmikus akkordjátékra. Moldvában, Munténiában és néhány dél-erdélyi faluban romániai cigánybandák jellemző kísérő hangszere volt.
Tekerő, nyenyereCsellóhoz hasonló formájú, a vonósokhoz hasonlóan dörzsöléssel megszólaltatott hangszer. Dallamhúrját és kísérőhúrjait a játékos egy begyantázott fakorongot forgatva hozza rezgésbe, miközben másik kezével billentyűk segítségével tudja a dallamhúr rezgő hosszúságát megváltoztatni, dallamot játszani. Hangja a dudához hasonló, de a hajtókar megfelelő forgatásával ritmikus recsegtetést is lehet a dallam és a kísérőhang mellé produkálni.
Ütőgardon, gardon, gardonyÁltalában egy törzsből kivájt fateknőből készítik. Elöl is lefedik, hangrésekkel látják el, húrokat szerelnek rá. Formája a gordonkára hasonlít. Játékhoz egy rúddal verik a húrokat, míg a másik kéz az egyik húrt csattogtatja a fogólaphoz. Ez az ütés-csattanás képezi a ritmuskíséretet a gyimesi, csíki zenében.

### Vonós hangszerek

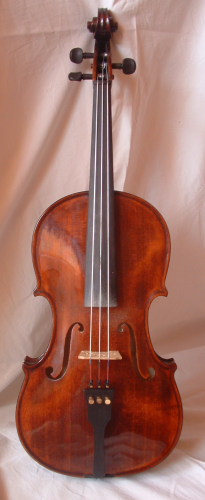
Háromhúros brácsa

KóróhegedűTeste 40–50 cm-es, vastag napraforgószár, vonója meghajlított vessző, két húrja, a vonó „szőre” a kóró lehántott háncsából készül. Főként cigányzenész gyerekek játékszere.
Hegedű, muzsika, mozsika, cinigeLegtöbbször gyári hangszer, ritkán készül házilag. A gyimesi hegedűkön egy ötödik zengőhúrt helyeznek a fogólap alá, a hídon átbújtatva. Ezen nem lehet játszani, csak a hangzást erősíti.
BrácsaA klasszikus 4 húros brácsa mellett Erdélyben inkább a lapos híddal ellátott háromhúros változat terjedt el. Ezzel a három húron egyszerre lehet megszólaltatni a hármashangzatokat, ilyenkor a hangolás lentről felfele: G D A, ahol az A egy oktávval mélyebb, mint a "hagyományos" brácsán. Ismert Nagysajón és Vajolán a 4 húros lapos hidas változat is, ilyenkor a normál brácsa hangoláshoz képest a D és az A is egy oktávval mélyebb, a négy húr szól egyszerre, bársonyosan telt hangzást adva a kíséretnek. A klasszikus vonó mellett rövidebb, merevebb vonóval is játszanak. Ritkán pengetik. Leggyakoribb a dűvő és az esztam kíséret, de ezeknek is sok fajtája van.
CsellóKevéssé elterjedt. Bőgő helyett, vagy mellette használják például Széken. Manapság a hagyományok mellett a méretgazdaságosság és a menettánc nehézségei adnak okot a kisebb cselló használatára a népzenészek körében.
BőgőA kisbőgő és nagybőgő a méreteiben különbözik. A klasszikus zenében használt 4 húros változat is használatos, de gyakoribb a 3 húros bőgő, sőt néha csak egy húron játszanak. A húrok hagyományosan juhbélből készülnek. Pengetni, vonózni és ütögetni is szokták, általában a zömök, marokra fogott, vastagfájú vonóval, de használják a finomabb klasszikus vonót is. A pengetésnek különleges fajtája a csattogtatás, amikor négy ujjal kifeszítik a húrt, amely elengedve visszapattan és rácsattan a fogólapra. A tenyérrel néha rá is csapnak a húrokra, így a tenyércsapkodással, pengetéssel és csattogtatással különleges és rendkívül ritmusos hangokat hoznak létre. Vonóval is szokták a húrokat ütögetni, szintén ritmizálási céllal. A vonó markolatának bütykös végével is lehet pengetni. A vastaghúrt néha Á-ról fölhúzzák C-re, ilyenkor a húr feszesebb, hangosabb és könnyebb „röfögtetni”. A röfögtetésnél a rövid, marokra fogott vonót olyan erővel nyomják a húrra, hogy a rezgő húr hozzácsapódik a fogólaphoz, ami a disznók röfögéséhez, horkantásaihoz hasonlít.

## Aerofon hangszerek

### Szabad aerofonok
Búgattyú, zugattyú, bungató, büngiZsineg végére kötött hosszúkás, lapos fadarab, melyet a zsinegnél fogva pörgetnek. Búgó, berregő, surrogó hangot ad.
Levél, bébicLapos fűszálat vagy orgonalevelet a tenyérrel szembefordított két kéz hüvelykujja közé szorítanak úgy, hogy az ujjak hajlatánál a levél két oldalán rés maradjon. Közelről ráfújva a levél rezgésbe jön, éles, rekedtes hangot ad. A hüvelykujjakat két fadarabból összekötözött kerettel is helyettesíthetik, vagy az egész hangkeltő eszköz egyetlen hajlékony faágból is elkészíthető; ez esetben a kétrét hajlított faág belső részeiről egy-egy vékony fanyelvecskét metszenek ki, ez helyettesíti a levelet.
Levélsíp, levél, síp, kéregsíp, tido, bédóFiatal nyírfa, meggyfa kérgének belső rétegéből macskanyelv formájú darabot szabnak ki, lekerekített végét elvékonyítják. A játékos összezárt ajkaihoz szorítva szólaltatja meg úgy, hogy a kerek vége szabadon rezeghessen. Főleg pásztorok unaloműző hangszere, hangja a klarinétre emlékeztet.
Harmonika, hermonika, tangóharmonika, akkordeonNépi hangszerként kétféle változatban fordul elő, mint gombos és mint billentyűs harmonika, az utóbbit nevezik gyakran tangóharmonikának. A magyar nép körében nem vált igazán hagyományossá, de szórványosan mindenütt jelen van. A gombos harmonika a 20. század elejétől egy-két generációra terjedő divat volt, a citeráéhoz hasonló szerepet töltött be. A billentyűs harmonika főleg a második világháború után terjedt el a nemzetközi tánczenével együtt. A harmonikán a magyar népzenében dallamot játszanak, akkordlehetőségeit nemigen használják ki, rendszerint csak a tonika–domináns basszusgombokat váltogatják, sokszor a dallam funkcióitól függetlenül. A billentyűs harmonika az erdélyi cigánybandákban sokszor a cimbalmot helyettesíti.
Szájharmonika, szálmuzsika, szájmozsikaA 20. század elejétől, a harmonikával együtt terjedt el, üzletben, búcsúban gyerekjátékként árulták. A népzenében nincs számottevő jelentősége.

### Ajaksípos hangszerek
Tilinkó, tilinka, csilinka, pilinka, pipilinkaHangnyílás nélküli peremfurulya. Egy 60–80 cm hosszú, mindkét végén nyitott cső, leggyakrabban fűzfa lehúzott héja. A cső peremére levegőt fújva, a másik végét nyitva hagyva vagy ujjal zárva a természetes felhangsort lehet rajta megszólaltatni. Létezik szélhasítóval ellátott, de dugó nélküli, és dugós változata is.
Szélfurulya, pikulaHangképző nyílásokkal ellátott peremfurulya. Hasonló a kis hatlyukú furulyához, de azzal ellentétben dugó nélküli, mindkét végén nyitott cső. A tilinkóhoz hasonlóan fújják meg.
Peremvágásos furulya, lopótökduda, napraforgódudaKitisztított lopótök csőszerű nyúlványának vagy napraforgószárnak egyik végét ferdén levágják, majd a peremet lekerekített hegyű ék formában bemetszik. Ez a bevágás tölti be a szélhasító szerepét. Felül hét hanglyuk, alul egy hüvelyklyuk van rajta.
Oldalfúvós furulya, harántfurulya, félenfúvós furulya, flóta, flajta, pikula45–50 cm-es, hatlyukú fuvola. Megszólaltatása a zenekari fuvolához hasonló, vízszintesen, oldalra tartva játszanak rajta.
Fűzfasíp, zsidósíp, fűzfafütyítő, süvűtő, fűzfafurulya, fűzfatilinkóEurópa-szerte ismert népi hangadó játékszer. A dugós furulyához hasonló felépítésű ajaksípos fúvós hangszer, de dallamjátékra nem alkalmas.
Hatlyukú furulya, furulya, furollya, furuglya, tilinkó, szűltü, szűtüÁtlagban 40 cm hosszú, bodzacsőből készített dugós ajaksípos hangszer. Hat hangképző nyílása, lefelé néző szélhasító nyílása van.
Hosszú furulya, hosszi furuglaA furulya dél-dunántúli változata. Felépítése hasonló a hatlyukú furulyához, de annál hosszabb, 85–100 cm, és csak öt hangképző nyílás van rajta.
BarackmagsípBarackmag, amelynek egyik végét lyukasra csiszolják, a nyíláson a magot kikaparják. A lyuk peremére fújva ad hangot.
CserépsípAgyagból készült, legtöbbször állatformájú, a dugós furulyához hasonló fúvókával megszólaló síp néhány hangképző nyílással. Magyar fazekasok az okarina hat hanglyukkal ellátott változatát is készítették, hogy a magyar furulyához hasonlóan lehessen rajta játszani.

### Nádnyelves hangszerek

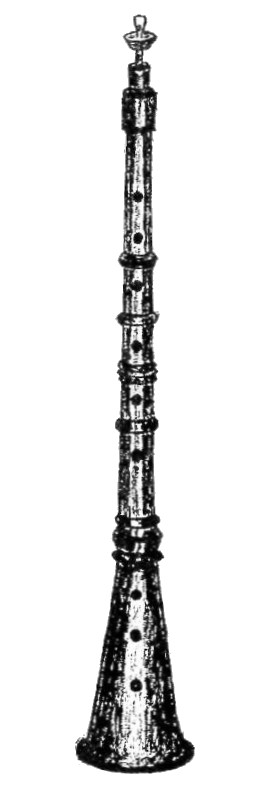
Kuruc kori tárogató

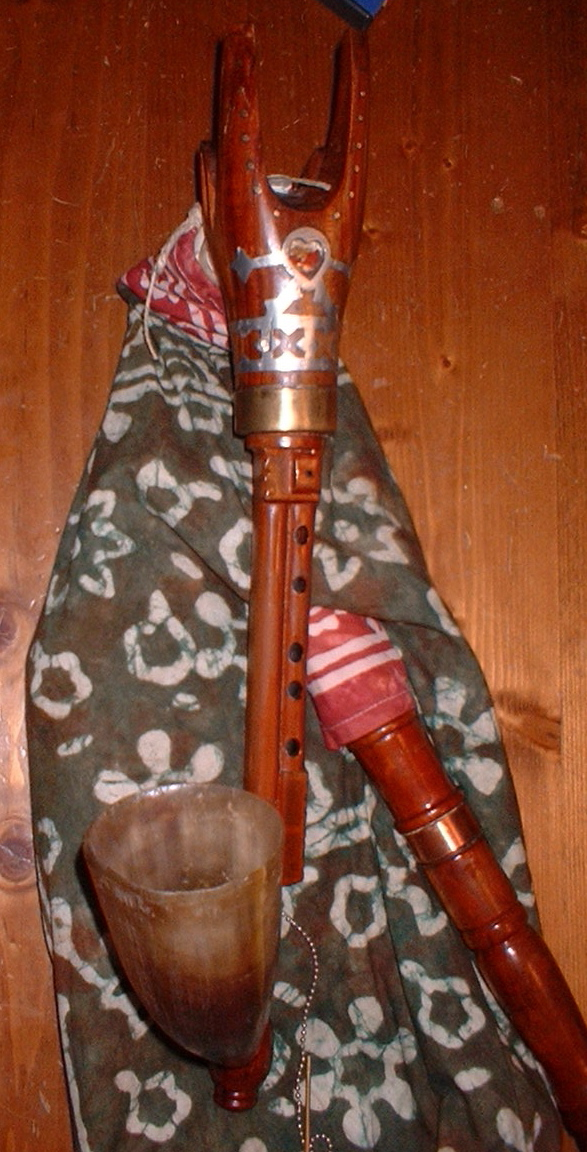
Kontrasípos duda

Nádsíp, nádduda, nádpikulaNádból készült egyszerű, egynyelves idioglott nádsíppal megszólaló hangszer. Hat vagy hét hangképző nyílása van. Gyerekek, pásztorok hangszere.
RegössípLopótök kitisztított testéből készült, tollsíppal megszólaltatott klarinétszerű hangszer.
Magyar duda, tiliduda, bőrduda, kutyaduda, kecskeduda, csimpolyaA duda több nádnyelves sípot magában foglaló összetett fúvós hangszer, melynek folyamatos levegőpótlásáról egy felfújt tömlő gondoskodik. A dupla sípszáras, kontrasípos, bolhalyukas dudák a magyar dudatípus képviselői. A magyar dudákat formai gazdagságuk, különböző speciális alkatrészeik jól elkülönítik a többi Kárpát-medencében megtalálható dudatípustól.
Töröksíp, tárogatóEredetileg kettős nádsípos fúvós hangszer volt, töröksípnak is nevezték. Éles hangja, rendkívüli hangereje miatt a hadi hangszerként is használták. A Rákóczi-szabadságharc jelképe lett, annak leverése után a németek betiltották. A 19. század végén Schunda Vencel József budapesti hangszergyáros e néven egy új, kónikus furatú, egynyelvű nádsíppal megszólaltatott hangszert hozott létre, amely népi hangszerként is elterjedt.
Klarinét, klarnét, kalárnét, klanét, klánétaA klarinét gyári, egynyelves nádsíppal ellátott hangszer hengeres furattal. A hangnyílások lefogását billentyűk segítik. Régi, népies neve síp, cigánysíp. A magyar népzenében a 19. század közepétől van jelen. A cigányzenekar fontos hangszere, de falusi rezesbandákban és pásztorhangszerként is szerepet kapott.

### Tölcséres fúvókájú hangszerek
Kanászkürt, duda, kanászduda, kondásduda, kürt, kondáskürt, tülökA magyar szürke szarvasmarha szarvából készült kürtféle. Ha nem elég hosszú, fémgyűrűvel hosszabbítják meg. Szipkája, csapja azaz fúvókája fából, szaruból van, vagy gyári fémfúvókát használnak. A hangszer díszítése a hagyományos pásztorművészet egyik legjellemzőbb ága.
Fakürt, pásztorkürt, nyírfakürt, hárskürt, szádokkürt, fűzfaduda, víziduda1–2 m hosszú egyenes, ívelt vagy pipaszerű kónikus facső. Legtöbbször fiatal juharfából készítik úgy, hogy a szimmetrikusan kettéhasított törzset belül megfelelő módon kivájják, majd összeillesztik és nyírfakéreggel, hársfahánccsal, bőrrel körbetekerik. Fenyőgyantával teszik légmentessé az illesztéseket. Hasonló kürtöket bádogból, bádogossal is készíttettek.
Trombita, drombita, kürtGyári natúrtrombita, elsősorban a katonaság vagy ifjúsági szervezetek által leselejtezett hangszerként kerül a falusi nép, a pásztorok kezébe. A kanászkürt, a fakürt szerepét vette át.

### Rezesbandák
Külön említendő a rezesbandák (rézbanda, rézdudások, trottyosbanda) felállása. Azért így egyben, és nem hangszerenként, mert hiszen így egyben jelentek meg a 19. század végén. Mintául a fúvós katonazenekar szolgált. Így ír róluk a Magyar néprajzi lexikon. : „A magyar paraszt rezesbandák átlagban 6–8 tagúak. Hangszer-összeállításuk 8 tag esetén, kedvező körülmények közt, a következő: 2 esz-klarinét, 2 b-szárnykürt, 1 esz-trombita, 1 b-basszusszárnykürt, 1 f-helikon (ritkábban b-helikon), 1 nagydob, rászerelt réztányérral. Ritkábban egyéb hangszerek is szerepelnek a rezesbandában: b-klarinét, fuvola vagy piccolo, kisdob. A felsorolt 8 hangszerből elmaradhat egy szárnykürt és egy klarinét, az esz-trombitát helyettesítheti b-szárnykürt.”

## Külső hivatkozások
- Vargyas Lajos: A magyarság népzenéje – hangszeres zene
- Bartók-rend kereshető internetes adatbázis
- Hagyományok Háza